# Cyclogramma omeiensis
Cyclogramma omeiensis là một loài thực vật có mạch trong họ Thelypteridaceae. Loài này được (Baker) Tagawa mô tả khoa học đầu tiên năm 1938.